# Nair Silva
Nair Silva, nome artístico de Nair Rodrigues Silva (Bebedouro, 24 de Agosto de 1939 – Indaiatuba, 14 de dezembro de 2020) foi uma atriz, dubladora e diretora de dublagem brasileira. 
Nair era viúva do diretor de dublagem e dublador Líbero Miguel.
Faleceu em 14 de Dezembro de 2020 vítima de COVID-19. 

## Trabalhos

### Televisão
Na década de 1960, atuou, com o humorista Brivaldo Franklin, do quadro humorístico Zé do Gato no programa Noite de Black Tie, da TV Jornal do Commercio, em que ela representava a própria Nair.
Ainda na TV Jornal do Commercio, apresentou o programa Bossa 2, onde levava grandes cantores da época.
| Ano  | Título                    | Papel           |
| ---- | ------------------------- | --------------- |
| 1959 | TV de Vanguarda           | Clara dos Anjos |
| 1958 | TV de comédia             | Edith           |
| 1962 | Bossa 2                   | Apresentadora   |
| 1973 | Regina e o Dragão de Ouro | Texugo Kossul   |
| 1981 | Mulheres... Mulheres      | Clairvoyant     |
| 1982 | O Tronco do Ipê           | Florência       |

### Dublagens
- Gyoru (Anankyo) em  O Fantástico Jaspion  [1]
- Rainha Ahames (Fukumi Kuroda) em  Esquadrão Relâmpago Changeman
- Adamis em Zillion
- Robô Mag em   Comando Estelar Flashman
- Mazurka em Goggle V
- Setsu Ooiwa em As Memórias de Marine
- Ghost Hound em Noriko Kabata

Diretora de Dublagem 
- Esquadrão Relâmpago Changeman
- Comando Estelar Flashman
- Jiraiya, O Incrível Ninja  ...Direção de dublagem a partir do ep. 17
- Goggle V
- O Fantástico Mundo de Bobby
- Doug
- As aventuras de Babar